# Harry (banda)
Harry foi uma banda brasileira de rock formada em Santos, e tida como uma das pioneiras da chamada “cena industrial” e do electrorock no Brasil. Além disso, foi uma das primeiras bandas brasileiras de rock a cantar em inglês.
Em 2016, o jornal A Tribuna, de Santos, considerou a Harry como a 4.ª maior banda da história do rock santista, ficando a frente de bandas nacionalmente conhecidas, como Aliados, Psychic Possessor e Bula
Em 2010, o selo paulista "Phantasma 13" organizou uma coletânea virtual para download gratuito, com diversas bandas brasileiras em tributo à Harry, sob o nome de "The Sky is Grey", tíitulo baseado na canção “Sky Will Be Grey”.

## Discografia
- 1987 - Caos (EP)
- 1988 - Fairy Tales
- 1990 - Vessels' Town
- 2005 - Taxidermy-Boxing Harry (Box CD)
- 2014 - Electric Fairy Tales

Coletâneas
- 1994 - Chemical Archives

Tributos
- 2010 - "The Sky is Grey - A Tribute to Harry" - Várias Bandas (Selo: Phantasma 13)

## Prêmios e indicações
- 1989 - Revista Bizz: Álbum "Fairy Tales" - 2ª melhor capa do ano de 1988[6]
- 2016 - Jornal A Tribuna: 4a maior banda da história do rock santista[4]